# Занаглина
Занаглина је насељено мјесто у Босни и Херцеговини, у општини Купрес, које административно припада Федерацији Босне и Херцеговине. Према попису становништва из 1991. у насељу је живјело 66 становника.

## Становништво
| Националност | 1991.     |
| Срби         | 66 (100%) |
| Укупно       | 66        |

| Демографија | Демографија | Демографија |
| Година      | Становника  | Становника  |
| ----------- | ----------- | ----------- |
| 1961.       | 204         |             |
| 1971.       | 152         |             |
| 1981.       | 90          |             |
| 1991.       | 66          |             |